# 茂森新町
茂森新町（しげもりしんちょう）は、江戸期から現在にかけての青森県弘前市の地名。茂森新町一丁目から茂森新町四丁目まである。郵便番号は036-8261。

## 地理
青森県道28号岩崎西目屋弘前線が横断し、県道沿いであることから旧相馬村地域・西茂森禅林街への入口でもある。町域の北部は西茂森、東部は茂森町、南東部は新寺町、南部は樹木、西部は清水富田字寺沢・常盤坂に接する。

## 歴史
- 慶安2年 - 弘前城築城当初には町割りがされず町名は無いが、45軒の屋敷割りがされ、煙草作りの他に5人の町人が居住（弘前古御絵図）。
- 万治2年 - 茂森派町として北側に10軒、南側に14軒の町家が並ぶ（津軽弘前古絵図）。
- 寛文13年 - 重盛御派町とあり、町家が44軒（弘前中惣屋敷絵図）。
- 天和2年 - 現在の町域、町並みを形成（国日記）。
- 享保4年頃 - 町家87と、津軽主膳の下屋敷2ヶ所があり、屋敷地内に14軒の屋敷がある。この下屋敷付近に制札所があり、城下南西の入口として枡形が築かれた（町屋数円）。
- 寛政12年 - 北側が漆畑で、町家123（分間弘前大絵図）。
- 天保8年頃 - 町家が132あり、町はずれが千本杉と呼ばれた（弘前絵図）。
- 明治以降 - 変わらず、住宅街で、商家雑居の町である。旧相馬村（現在は合併により弘前市）・中津軽郡西目屋村からの入口として商店がにぎわいを見せたが、自動車交通の発展とともに商業が振るわず、近年は小規模の商店のほかは住宅・市営団地で構成される。

### 沿革
- 江戸期 - 弘前城下の一町。
- 明治初年～明治22年 - 弘前市を冠称。
- 1889年（明治22年） - 弘前市に所属。
- 1973年（昭和48年） - 一部が西茂森二丁目になる。
- 現在 - 残部の清水富田・富田・古堀新割町・西茂森町・常盤坂の各一部で茂森新町を起立。

## 世帯数と人口
2017年（平成29年）6月1日現在の世帯数と人口は以下の通りである。
| 丁目           | 世帯数  | 人口    |
| -------------- | ------- | ------- |
| 茂森新町一丁目 | 314世帯 | 581人   |
| 茂森新町二丁目 | 147世帯 | 280人   |
| 茂森新町三丁目 | 129世帯 | 310人   |
| 茂森新町四丁目 | 275世帯 | 650人   |
| 計             | 865世帯 | 1,821人 |

## 施設

### 医療
- 沢田内科医院

### 商業
- 花篭センター
- 弘前盛篭センター
- 城東盛篭センター

### 公共
- 茂森新町公民館
- 寺沢川茂森新町緑地

## 小・中学校の学区
市立小・中学校に通う場合、学区は以下の通りとなる。
| 大字           | 番地 | 小学校             | 中学校             |
| -------------- | ---- | ------------------ | ------------------ |
| 茂森新町一丁目 | 全域 | 弘前市立朝陽小学校 | 弘前市立第四中学校 |
| 茂森新町二丁目 | 全域 | 弘前市立朝陽小学校 | 弘前市立第四中学校 |
| 茂森新町三丁目 | 全域 | 弘前市立朝陽小学校 | 弘前市立第四中学校 |
| 茂森新町四丁目 | 全域 | 弘前市立朝陽小学校 | 弘前市立第四中学校 |

## 交通
- 弘南バス

茂森南口、山観通り、茂森新町（弘前バスターミナル - 相馬・藍内・ロマントピア線、他）停留所。